# Suhpalacsa hainanus
Suhpalacsa hainanus là một loài côn trùng trong họ Ascalaphidae thuộc bộ Neuroptera. Loài này được C.-k. Yang & Wang miêu tả năm 2002.